# Соната на мјесечини

## Радња
Неки град у свету подељен је граничном линијом на два дела: под дејством месечевог светла два војника, један из касарне X, a други из касарне Y, полазе у ноћну шетњу. Прате их граничне страже, али они, несвесни опасности, иду у сусрет један другом.
Пред славолуком победе два месечара треба да се сретну. Стражари их држе на нишану.
У тренутку кад треба да се загрле Месец залази за облак, пале се рефлектори, буде се месечари а кад угледају оружје око себе уплаше се и стапају један у другога.